# Finnträsket (Hortlax socken, Norrbotten, 723803-175962)
Finnträsket är en sjö i Piteå kommun i Norrbotten och ingår i Jävreåns huvudavrinningsområde. Sjön har en area på 0,831 kvadratkilometer och ligger 69 meter över havet. Sjön avvattnas av vattendraget Finnträskån.

## Delavrinningsområde
Finnträsket ingår i det delavrinningsområde (723771-175926) som SMHI kallar för Utloppet av Finnträsket. Medelhöjden är 72 meter över havet och ytan är 2,5 kvadratkilometer. Räknas de 5 avrinningsområdena uppströms in blir den ackumulerade arean 35,45 kvadratkilometer. Finnträskån som avvattnar avrinningsområdet har biflödesordning 2, vilket innebär att vattnet flödar genom totalt 2 vattendrag innan det når havet efter 15 kilometer. Avrinningsområdet består mestadels av skog (78 procent). Avrinningsområdet har 1,28 kvadratkilometer vattenytor vilket ger det en sjöprocent på 8,2 procent.